# Andrea Stoll
Andrea Stoll (* 1. September 1960 in Rüsselsheim) ist eine deutsche Autorin, Dramaturgin und Filmemacherin.

## Leben und Werk
Andrea Stoll hat zahlreiche Bücher, Essays und Drehbücher geschrieben und sich als Biografin einen Namen gemacht. In ihren Filmen wie in ihren Büchern wendet sie sich bevorzugt gesellschaftlich tabuisierten, kulturgeschichtlich vergessenen und biografisch sensiblen Themen zu. Nach ihrem Studium der Germanistik, Philosophie und Publizistik in Mainz und Wien wurde Stoll 1990 mit einer Studie über die österreichische Schriftstellerin Ingeborg Bachmann promoviert und hat danach über fünfzehn Jahre an der Salzburger Universität Literatur und Drehbuchentwicklung unterrichtet. Ihre Filme wurden vielfach nominiert und von der Kritik gewürdigt, der von ihr initiierte und mitherausgebene Briefwechsel zwischen Ingeborg Bachmann und Paul Celan Herzzeit wurde ein internationaler Bestseller und ist heute in zahlreiche Sprachen übersetzt.

## Veröffentlichungen (Auswahl)
Als Autorin
- Ingeborg Bachmann. Der dunkle Glanz der Freiheit. Btb Verlag, München 2015, ISBN 978-3-442-74867-9 (Biografie, EA München 2013).
- Der kalte Himmel. Roman. Goldmann, München 2011, ISBN 978-3-442-31282-5.
- zusammen mit Reinhard Mohn: Von der Welt lernen. Erfolg durch Menschlichkeit und Freiheit. Goldmann, München 2010, ISBN 978-3-442-15644-3 (EA München 2008)
- zusammen mit Petra Gerster: Ihrer Zeit voraus. Frauen verändern die Welt. Cbj Verlag, München 2009, ISBN 978-3-570-13403-0.

Als Herausgeberin
- zusammen mit Barbara Wiedemann, Bertrand Badiou und Hans Höller: Herzzeit. Der Briefwechsel zwischen Ingeborg Bachmann und Paul Celan. 6. Auflage. Suhrkamp, Frankfurt/M. 2017, ISBN 978-3-518-46115-0 (EA Frankfurt/M. 2013)
- Himmel und Hölle. Erinnerungen an Kindheit und Jugend. Insel-Verlag, Frankfurt/M. 2005, ISBN 3-458-17246-7.
- Sakkorausch und Rollentausch. Männliche Leitbilder als Freiheitsentwürfe von Frauen. Edition Ebersbach, Dortmund 1997, ISBN 3-931782-10-7.
- Ingeborg Bachmann’s „Malina“. Materialienband (Suhrkamp Materialien). Suhrkamp, Frankfurt/M. 1992, ISBN 3-518-38615-8.

## Filmografie (Auswahl)
- 2005: Ausgerechnet Weihnachten – ARD – Regie: Gabriela Zerhau
- 2009: Reinhard Mohn – Es müssen mehr Köpfe ans Denken kommen – RTL – Regie: Roland Suso Richter
- 2009: Pizza und Marmelade – ARD – Regie: Oliver Dieckmann
- 2011: Der kalte Himmel – ARD-Zweiteiler – Regie: Johannes Fabrick (TV-Zweiteiler)
- 2013: Und alle haben geschwiegen – ZDF – Regie: Dror Zahavi
- 2015: Chuzpe – Klops braucht der Mensch! – ARD – Regie: Isabel Kleefeld
- 2015: Familienfest – Kino – Regie: Lars Kraume
- 2016: Marie Curie – Kino – Regie: Marie Noëlle
- 2018: Aufbruch in die Freiheit – ZDF – Regie: Isabel Kleefeld
- 2024: Kati – Eine Kür, die bleibt – ZDF

## Auszeichnungen
- 2019 Goldene Kamera – „Aufbruch in die Freiheit“ als bester Fernsehfilm
- 2019 Deutscher Fernsehpreis – „Aufbruch in die Freiheit“ als bester Fernsehfilm
- 2019 Nominierung Grimme-Preis 2019 – „Aufbruch in die Freiheit“
- 2017 Deutscher Fernsehpreis – „Familienfest“ als bester Fernsehfilm
- 2017 Drei Nominierungen Deutscher Filmpreis für „Marie Curie“
- 2014 Nominierung Grimme-Preis – „Und alle haben geschwiegen“
- 2013 Nominierung Rohrbach Filmpreis – „Und alle haben geschwiegen“
- 2013 Nominierung 3 Sat Zuschauerpreis – „Und alle haben geschwiegen“
- 2013 Nominierung Fernsehfilmpreis der Deutschen Akademie der Darstellenden Künste, Filmfest Baden-Baden – „Und alle haben geschwiegen“
- 2012 Eröffnung der Fernsehfilmreihe des Münchner Filmfests mit „Und alle haben geschwiegen“
- 2011 Deutscher Fernsehpreis nominiert in der Kategorie „Bester Mehrteiler“ – „Der kalte Himmel“